# 仙秋鬼首トンネル
仙秋鬼首トンネル（せんしゅうおにこうべトンネル）は、宮城県大崎市と秋田県湯沢市を結ぶ国道108号の鬼首道路にあるトンネルである。1996年（平成8年）に完成した。
長さは3,527mで、東北地方の一般国道のトンネルでは甲子トンネル、大峠トンネルに次いで3番目に長いトンネルである。
名前の由来は「仙台」の「仙」と「秋田」の「秋」をそれぞれ1文字ずつ取り冠し「鬼首」を繋げた名称となる。